# 경호원 (영화)
《경호원》은 2020년에 개봉한 대한민국의 영화이다.

## 캐스팅
- 강석철 : 수한 역
- 유예빈 : 예진 역
- 지혜인 : 태영 역
- 김진우 : 상호 역
- 최철호 : 철웅 역
- 한국인 : 진철 역
- 이태형 : 조 사장 역
- 하재열 : 병구 역
- 김기범 : 지 실장 역
- 박새롬 : 박 실장 역
- 박태산 : 독고 역
- 오경민 : 영재 역
- 황은미 : 미주 역
- 이동근 : 동근 역
- 신용훈 : 식당남자주인 역
- 진서 : 식당여자주인 역
- 박도은 : 사내 1 / 택배직원 (목소리) 역
- 안재원 : 사내 2 역
- 정용현 : 사내 3 역
- 손병일 : 사내 4 역
- 서민우 : 사내 5 역
- 이창준 : 사내 6 역
- 원주영 : 사내 7 역
- 왕우진 : 경호팀 1 역
- 이세형 : 경호팀 2 역
- 김미란 : 경호팀 3 역
- 박권호 : 경호팀 4 역
- 배환 : 경호팀 5 역
- 윤호중 : 경호팀 6 역
- 홍주만 : 똘마니 1 역
- 서승현 : 똘마니 2 역
- 김영호 : 똘마니 3 역
- 김용학 : 똘마니 4 역
- 방승구 : 최 회장 역
- 배상현 : 중년남자 역
- 김리하 : 골프클럽 여직원 역
- 이상아 : 호텔 메이드 역
- 양영우 : 불량배 1 역
- 박상근 : 불량배 2 / 미주 경호팀 역
- 이종환 : 불량배 3 역
- 이호석 : 불량배 4 역
- 천준호 : 형사 1 역
- 안영진 : 형사 2 역
- 임현진 : 골프클럽 남자직원1 역
- 길홍배 : 골프클럽 남자직원2 역